# Ферінтош
Ферінтош (англ. Ferintosh) — село в Канаді, у провінції Альберта, у складі муніципального району Кемроуз.

## Населення
За даними перепису 2016 року, село нараховувало 202 особи, показавши зростання на 11,6%, порівняно з 2011-м роком. Середня густина населення становила 305,7 осіб/км².
З офіційних мов обидвома одночасно володіли 5 жителів, тільки англійською — 200. Усього 10 осіб вважали рідною мовою не одну з офіційних.
Працездатне населення становило 115 осіб (63,9% усього населення), рівень безробіття — 8,7% (0% серед чоловіків та 0% серед жінок). 95,7% осіб були найманими працівниками, а 8,7% — самозайнятими.
Середній дохід на особу становив $12 013 (медіана $12 002), при цьому для чоловіків — $12 013, а для жінок $12 013 (медіани — $12 002 та $12 002 відповідно).
30,6% мешканців мали закінчену шкільну освіту, не мали закінченої шкільної освіти — 13,9%, 55,6% мали післяшкільну освіту0.
| Статево-вікова структура населення | Статево-вікова структура населення | Статево-вікова структура населення | Статево-вікова структура населення | Статево-вікова структура населення |
| ---------------------------------- | ---------------------------------- | ---------------------------------- | ---------------------------------- | ---------------------------------- |
|                                    |                                    |                                    |                                    |                                    |
| Всього                             | Всього                             | 52,5%47,5%                         |                                    |                                    |
| 0 — 14 років                       | 0 — 14 років                       |                                    | 13,2%                              | 13,2%                              |
| 15 — 64 років                      | 15 — 64 років                      |                                    | 68,4%                              | 68,4%                              |
| 65 і більше                        | 65 і більше                        |                                    | 18,4%                              | 18,4%                              |
| Середній вік (років)               | Середній вік (років)               | 43,345,2                           | 44,2                               | 44,2                               |
| Медіана (років)                    | Медіана (років)                    | 50,052,3                           | 51,3                               | 51,3                               |
| — чоловіки — жінки                 |                                    |                                    |                                    |                                    |

| Походження мешканців:     | Походження мешканців:     | Походження мешканців: | Походження мешканців: | Походження мешканців: |
| ------------------------- | ------------------------- | --------------------- | --------------------- | --------------------- |
| Походження                |                           |                       | осіб                  | %                     |
| Корінні американці        | Корінні американці        |                       | 25                    | 11.11%                |
| Інше північноамериканське | Інше північноамериканське |                       | 100                   | 44.44%                |
| Європейське               | Європейське               |                       | 150                   | 66.67%                |
| британське                | британське                |                       | 110                   | 48.89%                |
| українське                | українське                |                       | 25                    | 11.11%                |

| Зайнятість населення за галузями (за класифікацією NOC): | Зайнятість населення за галузями (за класифікацією NOC): | Зайнятість населення за галузями (за класифікацією NOC): | Зайнятість населення за галузями (за класифікацією NOC): | Зайнятість населення за галузями (за класифікацією NOC): |
| -------------------------------------------------------- | -------------------------------------------------------- | -------------------------------------------------------- | -------------------------------------------------------- | -------------------------------------------------------- |
|                                                          |                                                          |                                                          |                                                          |                                                          |
| Бізнес, фінанси та адміністрування                       | Бізнес, фінанси та адміністрування                       |                                                          | 8,3%                                                     | 8,3%                                                     |
| Освіта, правозахист, муніципальні та урядові служби      | Освіта, правозахист, муніципальні та урядові служби      |                                                          | 8,3%                                                     | 8,3%                                                     |
| Мистецтво, культура, відпочинок та спорт                 | Мистецтво, культура, відпочинок та спорт                 |                                                          | 8,3%                                                     | 8,3%                                                     |
| Роздрібна торгівля та послуги                            | Роздрібна торгівля та послуги                            |                                                          | 16,7%                                                    | 16,7%                                                    |
| Гуртова торгівля, транспорт та обладнання                | Гуртова торгівля, транспорт та обладнання                |                                                          | 37,5%                                                    | 37,5%                                                    |
| Природні ресурси, сільське господарство                  | Природні ресурси, сільське господарство                  |                                                          | 8,3%                                                     | 8,3%                                                     |
| Виробництво                                              | Виробництво                                              |                                                          | 12,5%                                                    | 12,5%                                                    |

## Клімат
Середня річна температура становить 2,8°C, середня максимальна – 21°C, а середня мінімальна – -19,3°C. Середня річна кількість опадів – 477 мм.
| Клімат поселення                              | Клімат поселення | Клімат поселення | Клімат поселення | Клімат поселення | Клімат поселення | Клімат поселення | Клімат поселення | Клімат поселення | Клімат поселення | Клімат поселення | Клімат поселення | Клімат поселення | Клімат поселення |
| Показник                                      | Січ.             | Лют.             | Бер.             | Квіт.            | Трав.            | Черв.            | Лип.             | Серп.            | Вер.             | Жовт.            | Лист.            | Груд.            |                  |
| Середній максимум, °C                         | −6,49            | −3,18            | 1,84             | 10,51            | 16,78            | 20,84            | 21,02            | 20,48            | 15,47            | 9,77             | 0,22             | −5,65            |                  |
| Середня температура, °C                       | −12,88           | −9,58            | −4,54            | 4,12             | 10,40            | 14,45            | 16,08            | 15,52            | 10,52            | 4,81             | −4,72            | −10,59           |                  |
| Середній мінімум, °C                          | −19,26           | −15,96           | −10,94           | −2,26            | 4,01             | 8,07             | 11,12            | 10,58            | 5,57             | −0,14            | −9,67            | −15,54           |                  |
| Норма опадів, мм                              | 23               | 16               | 23               | 26               | 48               | 82               | 94               | 63               | 44               | 21               | 19               | 18               |                  |
| Середньомісячна швидкість вітру, м/с          | 3.40             | 3.40             | 3.52             | 3.81             | 3.90             | 3.56             | 3.20             | 3.05             | 3.30             | 3.50             | 3.59             | 3.50             |                  |
| Середньомісячна сонячна радіація, кДж/м²·день | 3730             | 7292             | 12314            | 17332            | 20648            | 21987            | 22491            | 19002            | 12982            | 7770             | 3946             | 2744             |                  |
| --------------------------------------------- | ---------------- | ---------------- | ---------------- | ---------------- | ---------------- | ---------------- | ---------------- | ---------------- | ---------------- | ---------------- | ---------------- | ---------------- | ---------------- |
| Джерело:                                      |                  |                  |                  |                  |                  |                  |                  |                  |                  |                  |                  |                  |                  |